# Tricyklobutabenzen
Tricyklobutabenzen je polyaromatický uhlovodík, jehož molekula se skládá z benzenového jádra zkondenzovaného s třemi cyklobutanovými cykly. Společně s dalšími podobnými látkami je předmětem laboratorních studií díky schopnosti tvořit neobvyklé konformace a také díky neobvyklé reaktivitě. Tricyklobutabenzeny jsou izomery radialenů, s nimiž se vyskytují v rovnováze.
Tricyklobutabenzen byl poprvé připraven roku 1979 následující posloupností reakcí:
Polyoxygenovaný derivát tricyklobutabenzenu s neobvyklou délkou vazeb mezi karbonylovými skupinami (160 pm) lze připravit následující posloupností reakcí:
Běžná délka vazby tohoto druhu je jenom 148 pm, zatímco například v molekule isatinu je to 154 pm. U délek aromatických vazeb nebyly pozorovány žádné změny oproti obvyklým hodnotám.